# Battaglia di Kircholm
La battaglia di Kircholm, combattuta il 27 settembre 1605 (o, secondo il calendario protestante all'epoca non riformato, il 17 settembre 1605) nei pressi dell'attuale Salaspils in Lettonia, fu una delle maggiori battaglie della guerra polacco-svedese del 1600-1611, tra l'armata della Confederazione polacco-lituana sotto Jan Karol Chodkiewicz e un esercito svedese al comando del re Carlo IX.
Lo scontro non durò neanche 3 ore e la parte realmente decisiva della battaglia poco più di 20 minuti, fatti che rendono Kircholm una fra le più veloci battaglie della storia: la carica degli Ussari alati di Polonia ruppe lo schieramento svedese e mise in fuga l'armata di Carlo IX.

## Gli schieramenti
La Confederazione Polacco-Lituana schierò all'ala destra 650 cavalieri in due linee (sotto il comando di Johan Sapieha), al centro e all'ala sinistra 1 200 cavalieri, in riserva 200 cavalieri e 1 040 fanti e di rinforzo 300 cavalieri guidati dal duca di Curlandia. Il fuoco d'artiglieria era garantito da 5 cannoni. Particolarmente temibili, tra gli squadroni di cavalleria, erano gli Ussari alati di Polonia. Al comando di queste forze c'era Jan Karol Chodkiewicz.
La Svezia era in netta superiorità numerica, con 8 368 fanti, 2 500 cavalieri e 11 pezzi d'artiglieria, per un totale di circa 11 000 uomini comandati dallo stesso Re di Svezia Carlo IX.

## La battaglia
L'iniziativa fu presa dai polacco-lituani i quali, forti della loro cavalleria pesante, eseguirono numerose cariche che dispersero l'esercito svedese. Gli svedesi, nonostante la loro superiorità numerica, non riuscirono a tenere a bada gli ussari a causa anche della modernità del loro esercito: i picchieri erano stati ridotti in favore dei moschettieri, la cavalleria svedese era per metà armata di pistole e moschetti, il resto era cavalleria leggera e solo 1/6 dei complessivi erano Hakkapeliitta ovvero cavalieri pesanti; dunque nessuno di questi reparti riuscì a contrastare efficacemente i pesantemente corazzati Ussari alati.
In breve tempo gli svedesi si ritirarono verso le loro navi e anche Carlo IX riuscì a salvarsi per miracolo. Le perdite svedesi furono di ben 9 000 uomini tra morti, dispersi, feriti e catturati, e inoltre persero anche tutte e 11 le bocche da fuoco; da parte polacca si registrarono 100 morti e solo il doppio feriti. Secondo altre fonti, gli svedesi persero tra 3 850 e 8 000 uomini e i polacchi 1 000.